# Храмцов Володимир Федорович
Володи́мир Фе́дорович Храмцо́в (рос. Владимир Федорович Храмцов; 20 лютого 1932, Красна Гора, Брянська область — 24 листопада 1989, Сокаль) — український поет. Писав російською мовою.

## Біографічні дані
Володимир Храмцов народився 20 лютого 1932 року в селищі Красна Гора Брянської області, в сім'ї вчителя і домогосподарки. Був найстарший із чотирьох дітей, мав двох сестер і брата. 1943 року батько загинув на фронті Другої світової війни.
У 1952 році Володимир Храмцов закінчив Лисичанський гірничий технікум. 1971 року заочно закінчив Московський літературний інститут імені Максима Горького. Трудовий шлях розпочав у 1952 році: кілька років працював геологом на Закарпатті, в Комі АРСР, Казахстані, на Кольському півострові. З 1961 року Володимир Храмцов жив в Україні. Працював заступником редактора сокальської районної газети «Вперед» (тепер вона має назву «Голос з-над Бугу», власним кореспондентом газети «Львовская правда», з 1974 року — викладач Сокальського професійно-технічного училища № 3, заступник директора цього навчального закладу. Був двічі одружений. Від другого шлюбу мав сина Дмитра (нар. 1984).
Помер 24 листопада 1989 року, похований на сокальському цвинтарі.

## Творчість
Володимир Храмцов почав писати вірші ще студентом технікуму. В республіканському видавництві «Каменяр» випустив дві збірки поезій: «Верю в жизнь» (1969 рік) та «Август — время звездопада» (1986 рік), здав до друку книжку лірики «Деревья не умеют фотографироваться» (1989 рік), яка так і не побачила світу.
Був членом сокальського літературно-мистецького об'єднання «Колос». Друкувався у всесоюзних газетах та журналах. Переклав шість віршів болгарського поета Славча Стоянова-Македонського, які надруковані у збірці «Привет, другари!» (Алма-Ата, 1959). Приятелював з поетом Іллею Сельвінським, листувався з ним. Нижче наведено уривок із адресованого Володимирові Храмцову листа від Іллі Сельвінського, 15 жовтня 1967 року.
У тематиці поезії Володимира Храмцова велику частину займає громадянська лірика, в якій поет описує жахіття війни й виступає переконаним борцем за мир. Багато віршів присвячено медитативній ліриці. Нижче наведено один із таких творів. Українською мовою переклав Олег Король.
| Как даль светла! Как день стеклянно чист! Так что же я, прислушиваясь, замер? С моей души сорвался первый лист И желто закружил перед глазами. И я услышал журавлиный клич, И я увидел клин их над собою. Стараюсь сам себя постичь, Гляжу сквозь желтое На голубое. |

| Пресвітла даль, Прозорий день, як скло… Чому ж спинився я і подих стримав? З душі листок зірвало й понесло, Кружляє жовто він перед очима. І чую – вже курличуть журавлі, І помічаю – вже летять їх клини. Хто я? Навіщо я на цій землі? …Крізь жовте бачу голубі глибини. |

## Збірки поезії
- «Верю в жизнь». — Л.: Каменяр, 1969.
- «Август — время звездопада» — Л.: Каменяр, 1986.
- «Деревья не умеют фотографироваться» (1989, машинопис)